# Pachysomoides fulvus
Pachysomoides fulvus är en stekelart som först beskrevs av Ezra Townsend Cresson 1864.
Pachysomoides fulvus ingår i släktet Pachysomoides och familjen brokparasitsteklar. Inga underarter finns listade i Catalogue of Life.